# 宇倍野村
宇倍野村（うべのそん）は、鳥取県岩美郡にあった自治体である。

## 概要
現在の鳥取市のうち、旧国府町西部に当たる。袋川中流域に位置した。
合併前の国府村・法美村・御陵村は袋川を中心として開けた県下一の穀倉地帯であり、鳥取市に隣接して生産と消費がうまく調和していた。このためいち早く合併の話が進んでいたことから1907年（明治40年）に宇倍野という村名で合併して発足した。合併当時は世帯数806戸、人口5745人であり県下最大の村であった。
戦後、県は財政の基礎を充実し行政水準を高めるためには小規模自治体は合併すべきとして1951年（昭和26年）9月に「町村規模の合理化に関する要綱」をたてた。1952年（昭和27年）6月、岩美郡町村合併促進審議会では当村・成器村・大茅村の3ヶ村が合併して1町村となることが交通的・経済的に至当であると答申したが、同年7月21日に県が出した合併勧告では鳥取市と周辺20ヶ村（岩美郡7ヶ村、気高郡13ヶ村）とされ、その中にこの3ヶ村が含まれていた。そのような状況の中で成器村と大茅村は以前から合併機運があったことからわずか1ヶ月の協議期間を経て同年11月に合併して大成村となった。しかし国が目標とするところの合理化案には程遠かったことから以来当村との合併話に発展していき、県は1956年（昭和31年）12月7日に当村と大成村の合併を勧告、これにより2ヶ村は合併して国府町となった。
特産品は県内で最初に松保村で栽培が始められた二十世紀梨を1914年（大正3年）に高岡の川上正春が村内に取り入れた。平野部周辺の丘陵斜面を開墾して梨栽培が普及すると昭和初期には市場関係者の間で「東の宇倍野、中の東郷、西の八橋」と言われるほどの大産地となった。

## 沿革
- 1907年（明治40年）4月1日 - 国府村・法美村・御陵村が合併して宇倍野村が発足。合併各村の計20大字を継承。役場位置を大字宮下村と定める[3]。
- 1912年（大正元年）7月30日 - 役場位置を大字町屋村309番地に変更[4]。
- 1914年（大正3年）10月1日 - 「宇倍野村大字○○村」から大字の「村」を削除し、「宇倍野村大字○○」と改称[5]。
- 1947年（昭和22年）11月27日 - 昭和天皇の戦後巡幸。昭和天皇が国立鳥取病院を訪問し、入院患者への慰問が行われた[6]。
- 1957年（昭和32年）1月1日 - 大成村と合併して国府町が発足。同日宇倍野村廃止[7]。

## 行政

### 役場
1911年（明治44年）に役場位置の決定で村議会と村民との間で再分離にも及びかねない紛議が起こった。その後、各地区の代表者の話し合いにより町屋橋のたもとの民家を買収して役場とすることで決着した（後の国府町役場付近）。

### 村長
| 氏名         | 就任年月日                 | 退任年月日                 | 出身   | 備考                              |
| ------------ | -------------------------- | -------------------------- | ------ | --------------------------------- |
| 米谷仁左衛門 | 1907年（明治40年）7月4日   | 1909年（明治42年）10月26日 | 中郷   | 前国府村長 後に鳥取県会議員となる |
| 谷口竹次郎   | 1909年（明治42年）11月6日  | 1910年（明治43年）8月29日  | 高岡   | 元法美村長                        |
| 前田牧蔵     | 1910年（明治43年）9月15日  | 1911年（明治44年）9月19日  | 上麻生 | 元法美村長                        |
| 谷口藤樹     | 1911年（明治44年）9月24日  | 1911年（明治44年）9月30日  | 高岡   | 元法美村長                        |
| 谷口竹次郎   | 1911年（明治44年）12月28日 | 1914年（大正3年）12月21日  | 高岡   |                                   |
| 前田牧蔵     | 1914年（大正3年）12月25日  | 1918年（大正7年）12月25日  | 上麻生 |                                   |
| 前田牧蔵     | 1918年（大正7年）12月25日  | 1919年（大正8年）8月15日   | 上麻生 |                                   |
| 前田牧蔵     | 1919年（大正8年）10月12日  | 1923年（大正12年）10月11日 | 上麻生 |                                   |
| 前田元吉     | 1923年（大正12年）10月     | 1927年（昭和2年）10月14日  | 神垣   |                                   |
| 定久国蔵     | 1927年（昭和2年）10月15日  | 1931年（昭和6年）10月15日  | 玉鉾   | 元御陵村長                        |
| 上山忠如     | 1931年（昭和6年）11月1日   | 1935年（昭和10年）10月31日 | 宮下   |                                   |
| 井上佐太郎   | 1935年（昭和10年）11月1日  | 不詳                       | 美歎   |                                   |
| 前田節男     | 1939年（昭和14年）11月1日  | 1941年（昭和16年）4月18日  | 神垣   |                                   |
| 田邉健太郎   | 1941年（昭和16年）4月25日  | 1945年（昭和20年）4月24日  | 上麻生 | 合併後国府町長に就任              |
| 林田守親     | 1945年（昭和20年）5月1日   | 1946年（昭和21年）11月23日 | 岡益   |                                   |
| 西垣甚吉     | 1946年（昭和21年）11月24日 | 1947年（昭和22年）4月9日   | 庁     | 助役・村長職務代理者              |
| 村田節美     | 1947年（昭和22年）4月10日  | 1948年（昭和23年）9月13日  | 宮下   |                                   |
| 桒原英雄     | 1948年（昭和23年）10月25日 | 1952年（昭和27年）10月17日 | 町屋   |                                   |
| 桒原英雄     | 1952年（昭和27年）10月18日 | 1956年（昭和31年）10月17日 | 町屋   | 後に国府町長に就任                |
| 参考文献 -   |                            |                            |        |                                   |

## 教育
- 宇倍野村立宮ノ下小学校（現・鳥取市立宮ノ下小学校）
- 宇倍野村立谷小学校（後に国府町立谷小学校となり、現在は校地継承して鳥取市立国府東小学校）
- 組合立邑法第一中学校（所在地は鳥取市岩倉の旧歩兵第40連隊兵舎の一部、現在の鳥取市立岩倉小学校校地）

## 交通
- 雨滝街道（現在の県道31号・県道291号）[1]

## 主要施設
- 宇倍神社
- 因幡国分寺
- 美歎水源地：1915年（大正4年）、美歎に山陰地方で最初に完成し鳥取市内に給水を開始、村内の一部の地域へも給水を行う。現在は旧美歎水源地水道施設として国指定重要文化財となっている[8]。

## 旧跡
- 因幡国庁跡
- 鳥取藩主池田家墓所

## 出身者
- 岡田機外（俳人、奥谷村生まれ、1873年 - 1949年）
- 川上貞夫（洋画家・郷土史学者、1897年 - 1977年）
- 山崎秀子（看護師、フローレンス・ナイチンゲール記章受賞者、1903年 - 1962年）